# Buråsskolan
Ej att förväxla med Burås skola mellan Varekil och Svanesund

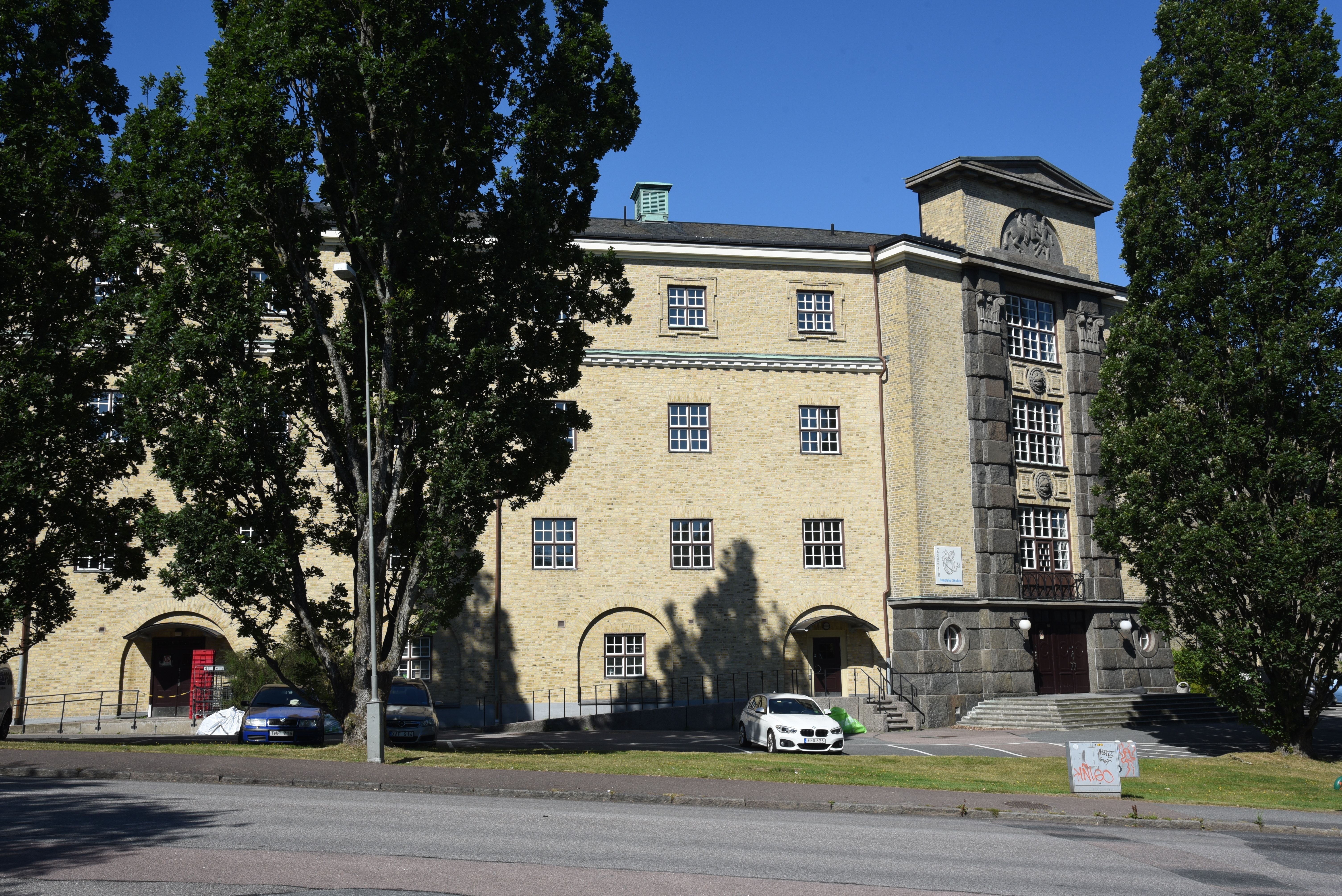
Buråsskolan.

Buråsskolan var en skola vid Framnäsgatan i stadsdelen Krokslätt i Göteborg. Skolan invigdes den 29 oktober 1927 efter ritningar av Arvid Fuhre. Den byggdes för 700 grundskoleelever och hade 23 klassrum. 
Redan 1912 beslöt kyrkostämman i Örgryte att en skola i Krokslätt skulle uppföras. Första världskriget samt senare Örgrytes införlivning med Göteborg (1922) fördröjde projektet. Samma år tillsattes en byggnadskommitté med direktör Per Olsson som ansvarig. Ett triangelformat markområde på Buråsen även Högströmshöjden på Krokslätts Nordgårds ägor föreslogs, som Göteborgs stad ägde. Tomten var drygt 14 000 kvadratmeter stor. När skolan stod klar hade den kostat 1 185 000 kronor, och eftersom Göteborgs stadsfullmäktige beviljat 1 226 000 kronor blev det ett överskott. Byggnadsarbetena påbörjades i maj 1925, och var huvudsakligen avslutade i december 1926. På vårterminen 1927 togs delar av skolan i bruk och från höstterminen hela skolan.
Byggnaden är uppförd i gult Lommategel. Den halländske skulptören Axel Andersson har utfört en figurgrupp i tympanonfältet. Han anlitades också för de reliefprydda medaljongerna på fasaden åt gården. Där, liksom i pilastrarna, användes Fjäråsgnejs. Jerk Werkmäster (1896-1978), Peder Nyblom och J. Gråte finns representerade i interiören, med konstverk som bland annat beskriver Göteborgs fyra huvudnäringar: jordbruk, handel, fiske och sjöfart. I huvudtrappan finns reliefer som gjordes till Jubileumsutställningen i Göteborg 1923 men därefter skänktes till folkskolestyrelsen.
Från början tillhörde skolan Örgrytedistriktet, men 1951 övergick man till det nybildade Buråsdistriktet. Skolans första rektor var Nils Ekström († 1968).
Skolan hade 552 elever år 1942.
I februari 2012 beslöts att skolan skulle läggas ner. Anledningen var att det inte fanns tillräckligt med elever, och att lokalerna kostade för mycket. År 2013 flyttade den svenska friskoleorganisationen Internationella Engelska Skolan in i Buråsskolans före detta lokaler.